# Teroristické útoky v Londýně 2005

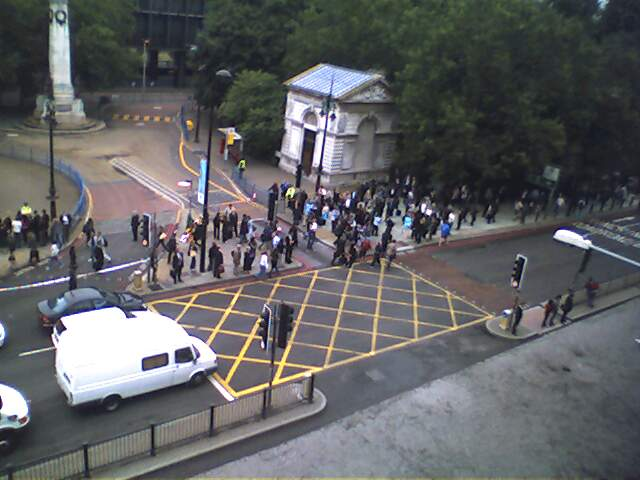
Euston station

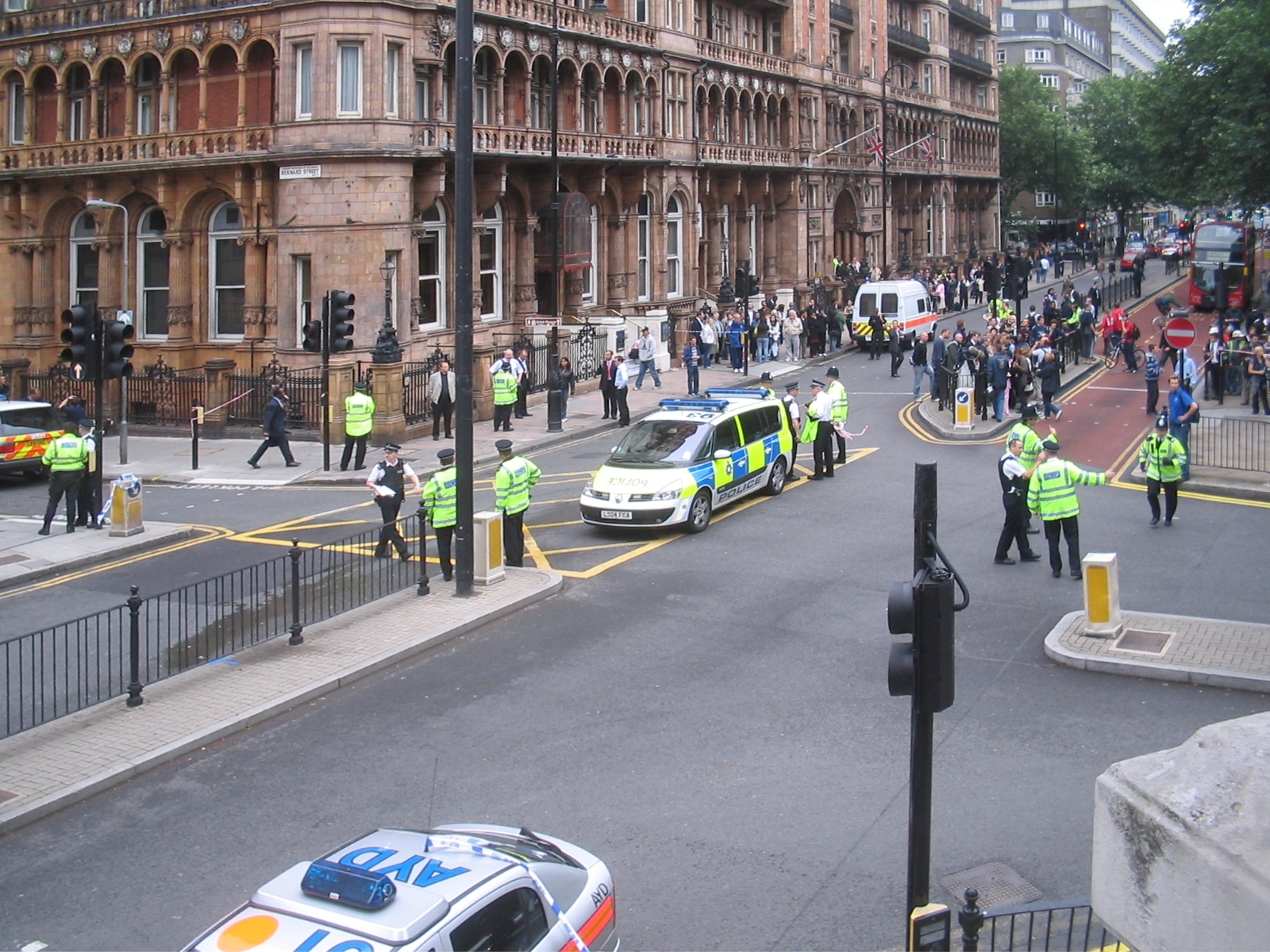
Russell Square

Dne 7. července 2005 došlo v Londýně k sérii teroristických bombových útoků, které si vyžádaly přes pět desítek obětí a sedm stovek zraněných.

## 7. července
Útoky z 7. července 2005 byly sérií koordinovaných sebevražedných teroristických útoků, které byly provedeny v londýnských dopravních prostředcích během ranní dopravní špičky (od 8:51 do 9:47 místního času). Doprava byla na několik hodin ochromena, tisíce lidí zůstaly několik hodin uzavřeny v některých stanicích metra.
K výbuchům došlo v samotném centru metropole. Tři bomby explodovaly v soupravách metra (v tunelech poblíž stanic Aldgate a King's Cross, a na stanici Edgware Road) a čtvrtá bomba byla odpálena v patrovém autobuse na Tavistock Square.
Dodnes neexistují spolehlivé informace o použitých výbušninách. Zdroje uvádí, že použitou výbušninou byl peroxid acetonu, HMTD nebo koncentrovaný peroxid vodíku (nad ~ 65 %) ve směsi s pepřem iniciovaný rozbuškou na bázi peroxidu acetonu nebo HMTD. Síla náloží odpovídala přibližně 3 kg TNT. Výbuch náloží měl smrtelnou zónu 2,5–3,0 m a způsoboval těžká zranění na vzdálenost přibližně 4 m. Nálože obsahovaly omezené množství kovových fragmentů. Těla atentátníků zůstala poměrně zachovalá, včetně jejich hlav. 7 osob bylo zabito v Aldgate, 6 na Edgware Road, 26 v Kings Cross a 13 v autobusu na Tavitstock Square (+ jeden atentátník na každý útok). Vysoký počet úmrtí v Kings Cross byl způsoben značnou hustotou pasažéru ve voze metra a tím, že lidská těla neefektivně blokovala tlakovou vlnu bomby umístěné u nohou atentátníka.

### Pachatelé
Krátce po události úřady vyloučily možnost, že by šlo o nehodu a Scotland Yard potvrdil, že se jednalo o teroristický útok. K zodpovědnosti za útok se přihlásilo několik skupin. V září 2005 se k útokům přiznala síť Al-Káida; britský vládní dokument, který unikl do deníku The Observer, toto spojení odmítá.
Podle britského vyšetřování za útokem stáli hlavně samostatní čtyři sebevražední atentátníci – Mohammad Sidique Khan (30), Shehzad Tanweer (22), Germaine Lindsay (19) a Hasib Hussain (18). Všichni byli praktikující muslimové, všichni se také narodili a žili ve Velké Británii. Kromě Germaina Lindsaye byli pákistánského původu a žili v okolí města Leeds. Vůdce celé skupiny, Mohammad Sidique Khan svou motivaci vysvětlil na později zveřejněné videonahrávce, podobně i Shehzad Tanweer.
Jeden z obviněných, Hussain Osman, řekl u soudu, že útoky s Al-Káidou neměly nic společného, že jim šlo pouze o šíření strachu a o to upozornit lidi na válku v Iráku, a že nechtěli nikoho zabít. Vyšetřovatelé byli opačného názoru, a všichni čtyři teroristi byli odsouzení k vězení na 40 let.

### Oběti
Celkem bylo identifikováno 52 obětí. Skoro třetina obětí neměla britské občanství. 3 oběti byly z Polska, další oběti pocházely z Grenady, Turecka, Nového Zélandu, Spojených států amerických, Íránu, Rumunska, Afghánistánu, Francie, Mauricia, Itálie, Nigérie, Austrálie, Izraele a Ghany. Oběti byli ve věku 20 až 60 let.
| Místo                         | Smrtelných zranění |
| ----------------------------- | ------------------ |
| Aldgate / Liverpool Street    | 7                  |
| King's Cross / Russell Square | 26                 |
| Edgware Road Station          | 6                  |
| Autobus na Tavistock Square   | 13                 |
| Celkem                        | 52                 |

### Okolnosti
- Den před útoky bylo rozhodnuto, že Londýn bude hostit letní olympijské hry v roce 2012.
- V době útoku se ve Skotsku konal summit G8.
- Později toho dne, Peter Power, zástupce fy Visor Consultant, řekl v televizním přenosu ITV News[6] a BBC Radio[7], že jeho firma ve stejný čas, na stejném místě, ve stejných stanicích organizovala protiteroristické cvičení, kterého se zúčastnilo 1000 lidí a jehož scénářem byly „simultánní útoky na podzemní i nadzemní stanice“.[8]

## Reakce
- NATO a EU útoky odsoudily.
- Starosta Londýna útoky označil za masovou vraždu, britský ministr vnitra vyjádřil soustrast pozůstalým.
- Státy G8 vydaly společné prohlášení.
- Spojené království zvýšilo bezpečnostní opatření summitu G8. Tony Blair z něj promptně odcestoval do Londýna.

## 21. července
O dva týdny později, 21. července, byly v metru nalezeny další nevybuchlé bomby. Policie přiostřila bezpečnostní opatření. O den později, 22. července, zastřelila v domnění, že jde o teroristu, brazilského elektrikáře Jeana Charlese de Menezese.

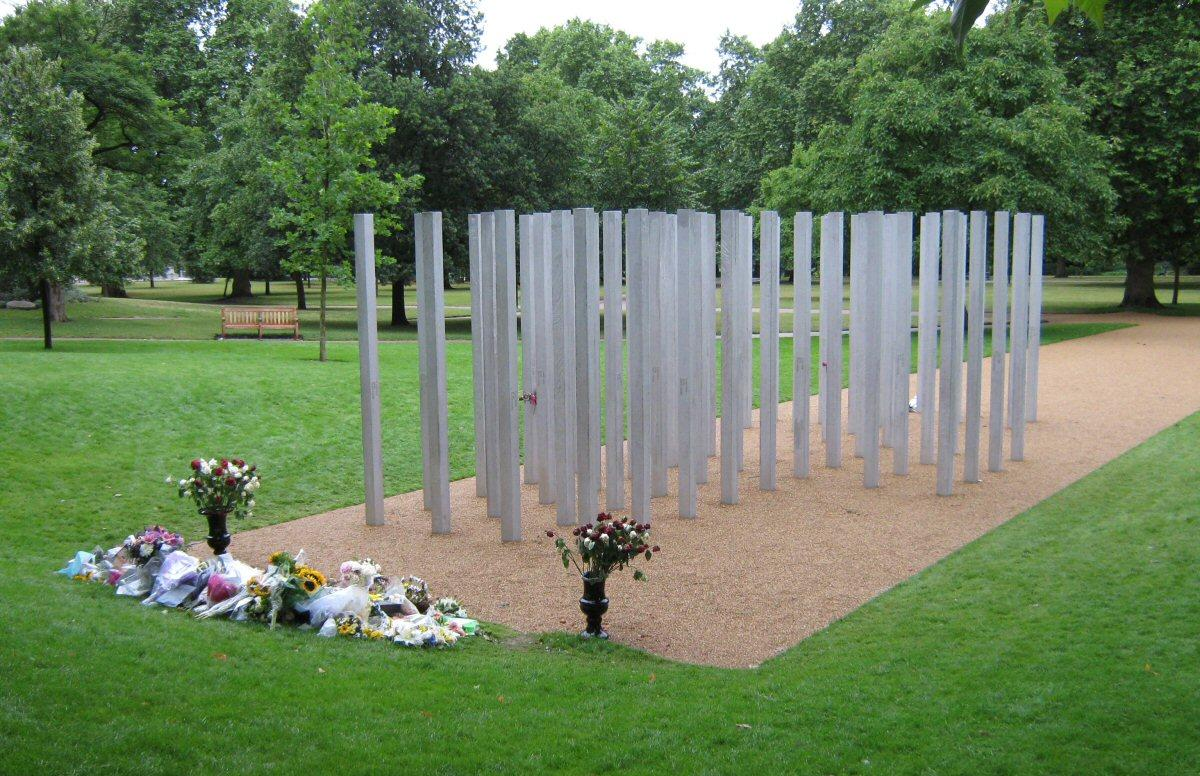
Památník obětem v Hyde Parku

## Památník
Přesně čtyři roky po činu, 7. července 2009, byl londýnském Hyde Parku odhalen památník obětem bombových útoků. Památník sestává z 52 nerezových stél seskupených čtyř shluků symbolizujících čtyři teroristické útoky. Autorem návrhu byl ateliér Carmody Groarke.
Slavnostního odhalení se zúčastnil ministerský předseda Gordon Brown, londýnský starosta Boris Johnson a princ Charles s manželkou Camilou.